# Fabio Favi
Fabio Favi (Chiaravalle, 22 dicembre 1969) è un allenatore di calcio ed ex calciatore italiano, di ruolo difensore o centrocampista.

## Carriera

### Giocatore
Ha giocato in Serie B con le maglie di Acireale, Cesena e Palermo, per un totale di 138 presenze e 6 reti.

### Allenatore
Ha allenato per una stagione la Vigor Senigallia in Eccellenza, dopo che nella stagione precedente aveva guidato il Tolentino in Serie D e nel 2006-2007, nella stessa categoria, la Pergolese.